# 346
346 (CCCXLVI) var ett normalår som började en onsdag i den julianska kalendern.

## Händelser

### Okänt datum
- Athanasius återinsätts som patriark av Alexandria.
- Makedonius I avsätts ånyo som patriark av Konstantinopel av Paulus I.
- Julius Firmicus Maternus skriver De erroribus profanarum religionum (omkring detta år).
- Visigoterna omvänds till arianismen av Wulfila.
- De koreanska Puyostammarna uppgår i Koguryŏ.

## Födda
- Theodosius I, romersk kejsare 379–395

## Avlidna
- Pachomios, koptisk munk och helgon